# Svenska basketligan 2023-24
La temporada 2023-2024 de la Svenska basketligan fue la edición número 31 de la Svenska basketligan, el primer nivel de baloncesto en Suecia. La temporada comenzó el 21 de septiembre de 2023 y finalizó en mayo de 2024. El Campeón fue nuevamente Norrköping Dolphins, que se hacía con su octavo título.

## Formato
La liga la forman nueve equipos, dos menos que en la temporada anterior, tras no ejecutarse ningún ascenso, y descender el Kalmar Saints y el Fryshuset Basket. Los ocho equipos mejor calificados disputarían los playoffs.

## Equipos
| Equipo              | Ciudad     | Pabellón             | Capacidad |
| ------------------- | ---------- | -------------------- | --------- |
| Luleå               | Luleå      | Luleå Energi Arena   | 2.700     |
| Borås               | Borås      | Boråshallen          | 3.000     |
| Jämtland            | Östersund  | Östersunds sporthall | 1.700     |
| Köping Stars        | Köping     | Karlbergshallen      | 650       |
| Norrköping Dolphins | Norrköping | Stadium Arena        | 4.500     |
| Nässjö              | Nässjö     | Nässjö Sporthall     | 1.200     |
| Södertälje Kings    | Södertälje | Täljehallen          | 2.200     |
| Umeå                | Umeå       | Umeå Energi Arena    | 1.270     |
| Uppsala             | Upsala     | IFU Arena            | 2.880     |

## Temporada regular

### Clasificación
Actualizada: 25 de marzo de 2024
| Pos. | Equipo              | PJ | G  | P  | PF   | PC   | DP   | Pts | Clasificación o descenso  |
| ---- | ------------------- | -- | -- | -- | ---- | ---- | ---- | --- | ------------------------- |
| 1    | Norrköping Dolphins | 32 | 27 | 5  | 2912 | 2580 | +332 | 54  | Clasificado para playoffs |
| 2    | Jämtland            | 32 | 22 | 10 | 2712 | 2486 | +226 | 44  | Clasificado para playoffs |
| 3    | Borås               | 32 | 22 | 10 | 2788 | 2537 | +251 | 44  | Clasificado para playoffs |
| 4    | Luleå               | 32 | 22 | 10 | 2943 | 2699 | +244 | 44  | Clasificado para playoffs |
| 5    | Nässjö              | 32 | 15 | 17 | 2786 | 2783 | +3   | 30  | Clasificado para playoffs |
| 6    | Södertälje Kings    | 32 | 15 | 17 | 2655 | 2757 | −102 | 30  | Clasificado para playoffs |
| 7    | Uppsala Basket      | 32 | 11 | 21 | 2616 | 2756 | −140 | 22  | Clasificado para playoffs |
| 8    | Köping Stars        | 32 | 6  | 26 | 2556 | 2868 | −312 | 12  | Clasificado para playoffs |
| 9    | Umeå                | 32 | 4  | 28 | 2563 | 3065 | −502 | 8   | Descenso a Superettan     |

 Fuente: SBL

## Playoffs
|  | Cuartos de final | Cuartos de final    | Cuartos de final |       |   | Semifinales         | Semifinales | Semifinales |  |   | Final               | Final | Final |  |
|  |                  |                     |                  |       |   |                     |             |             |  |   |                     |       |       |  |
|  |                  |                     |                  |       |   |                     |             |             |  |   |                     |       |       |  |
|  | 1                | Norrköping Dolphins | 3                |       |   |                     |             |             |  |   |                     |       |       |  |
|  | 1                | Norrköping Dolphins | 3                |       |   |                     |             |             |  |   |                     |       |       |  |
|  | 8                | Köping Stars        | 0                |       |   |                     |             |             |  |   |                     |       |       |  |
|  | 8                | Köping Stars        | 0                |       | 1 | Norrköping Dolphins | 4           |             |  |   |                     |       |       |  |
|  |                  |                     |                  |       | 1 | Norrköping Dolphins | 4           |             |  |   |                     |       |       |  |
|  |                  |                     | 4                | Luleå | 1 |                     |             |             |  |   |                     |       |       |  |
|  | 4                | Luleå               | 4                | Luleå | 1 | 3                   |             |             |  |   |                     |       |       |  |
|  | 4                | Luleå               |                  |       |   |                     |             |             |  |   |                     |       |       |  |
|  | 5                | Nässjö              | 0                |       |   |                     |             |             |  |   |                     |       |       |  |
|  | 5                | Nässjö              | 0                |       |   |                     |             |             |  | 1 | Norrköping Dolphins | 4     |       |  |
|  |                  |                     |                  |       |   |                     |             |             |  | 1 | Norrköping Dolphins | 4     |       |  |
|  |                  |                     | 3                | Borås | 1 |                     |             |             |  |   |                     |       |       |  |
|  | 2                | Jämtland            | 3                | Borås | 1 | 3                   |             |             |  |   |                     |       |       |  |
|  | 2                | Jämtland            |                  |       |   |                     |             |             |  |   |                     |       |       |  |
|  | 7                | Uppsala Basket      | 0                |       |   |                     |             |             |  |   |                     |       |       |  |
|  | 7                | Uppsala Basket      | 0                |       | 2 | Jämtland            | 2           |             |  |   |                     |       |       |  |
|  |                  |                     |                  |       | 2 | Jämtland            | 2           |             |  |   |                     |       |       |  |
|  |                  |                     | 3                | Borås | 4 |                     |             |             |  |   |                     |       |       |  |
|  | 3                | Borås               | 3                | Borås | 4 | 3                   |             |             |  |   |                     |       |       |  |
|  | 3                | Borås               |                  |       |   |                     |             |             |  |   |                     |       |       |  |
|  | 6                | Södertälje Kings    | 1                |       |   |                     |             |             |  |   |                     |       |       |  |
|  | 6                | Södertälje Kings    | 1                |       |   |                     |             |             |  |   |                     |       |       |  |
|  |                  |                     |                  |       |   |                     |             |             |  |   |                     |       |       |  |